# Clytellus elongatus
Clytellus elongatus är en skalbaggsart som beskrevs av Maurice Pic 1931. Clytellus elongatus ingår i släktet Clytellus och familjen långhorningar. Inga underarter finns listade i Catalogue of Life.